# Formsalz

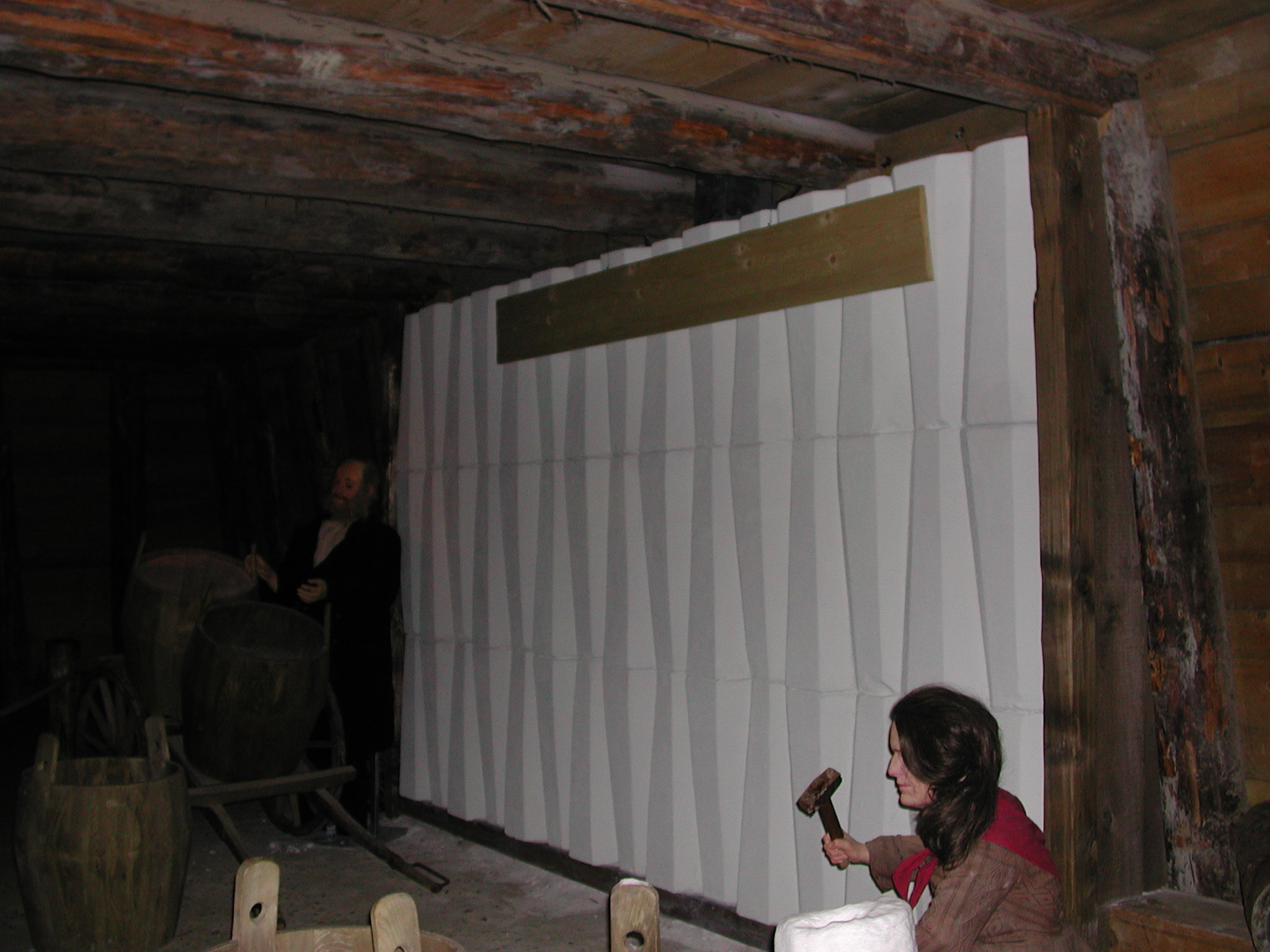
Gestapelte Salzkegel in Dürrnberg unter Tage

Unter Formsalz versteht man in Österreich Speisesalz, das in Form geometrischer Körper in den Handel gelangte (Briquettsalz, Füderl).

## Formen
Im Gegensatz zum heute gebräuchlichen körnigen, losen Kochsalzgranulat, dem „Blanksalz“, stand bis zum Beginn des 20. Jahrhunderts das zu geometrischen Körpern geformte Salz, das Formsalz, in Verwendung. Neben kubischen Körpern (etwa in Form von Briketts) wurden vor allen Dingen „Füderl“, kegelstumpfförmige Salzstöcke von 28 bis 35 Pfund (15,7 – 19,6 kg) Gewicht, in den Handel gesetzt. Dieser Produktionssektor hieß bei den österreichischen Salinen die „Füderlstructur“. Die Bezeichnung „Füderl“ ist das Diminutiv zu Fuder. „Soweit die urkundlichen Nachrichten zurückreichen, ging das […] Salz […] in Gestalt der 'nackten Fuder' (carrada) hervor. Solche werden zuerst […] für das Kloster Garsten 1192 genannt.“

### Gewicht
In Anbetracht des Umstandes, dass in Hallstatt für 1561 die Einführung einer neuen Fuderform belegt ist, und das Fudergewicht 1753 bereits auf bis zu 150 Pfund (=84 kg) angestiegen war, zeigt es sich, dass das Gewicht der Fuder im Laufe der Zeit ständig angestiegen ist.
Genaue Umrechnungen der Fudergrößen und Fudergewichte sind nur im zeitlichen sicheren Kontext möglich, da die bekannten Umrechnungsfaktoren für das Fuder innerhalb einer Bandbreite von minimal 56 kg bis maximal 84 kg variieren. Bis ins letzte Drittel des 19. Jahrhunderts war die Produktion von kegelstumpfförmigen Formsalz, welches bei den alpinen Salinen Füderlsalz oder Stöckelsalz genannt wurde, mit einer Stückmasse zwischen 17 kg und 20 kg vorherrschend.

## Produktion
Die eigentliche Salzproduktionsstätte stellte das Pfannhaus dar. Das wichtigste Requisit darin war die eiserne Pfanne mit einer Fläche bis 300 m², in der aus der gesättigten Kochsalzlösung, der Sole, das Kochsalz gewonnen wurde. Um den Wasseranteil der Sole zu verdampfen und das Salz zum Kristallisieren zu bringen, musste zur Erzeugung von 150 kg Siedesalz etwa ein Raummeter Holz verfeuert werden. Das in der Pfanne sich bildende Salz wurde in Zeitabständen von zwei bis drei Stunden mit Krücken, das waren Holzgeräte bestehend aus einem Stiel und einem daran befestigten Brett, zusammengeschoben und auf die Pehrstatt, dem Ort vor der Pfanne, herausgezogen, „ausgepehrt“.
Die Erzeugung der Füderl erfolgte, indem das ausgepehrte, noch heiße Salz mit dem „Pehrkolben“ in die bereitstehenden Formen geschlagen wurde. Diese Formen hatten die Form eines Kegelstumpfes, waren aus Holz gefertigt und hießen Kufen. Nach ungefähr zwei Stunden wurde das derart geformte Salz aus den Formen gestürzt und darauf in den Dörrstuben, den Pfieseln, getrocknet. Zur Dörrung wurden die von den Pfannen abziehenden heißen Rauchgase verwendet, mit denen das Salz direkt in Berührung kam.

## Transport
Nach Bedarf übernahmen die Füderlträgerinnen, die „Anfrachtweiber“, die versandfertigen Füderl und brachten sie zur „Anfrachthütte“, einem überdachten Schiffanlegeplatz. Dort wurden die Füderl in Zillen verladen und über den Hallstätter See zur Eisenbahnstation Obertraun verschifft.